# Mike Scarry
Michael Joseph „Mike“ Scarry (* 1. Februar 1920 in Duquesne, Pennsylvania; † 9. September 2012 in Fort Myers, Florida),  Spitzname: „Mo“, war ein US-amerikanischer American-Football-Spieler und -Trainer. Er spielte als Center, Offensive Tackle und Defensive Tackle in der National Football League (NFL) bei den Cleveland Rams und in der All-America Football Conference (AAFC) bei den Cleveland Browns.

## Spieler
Mike Scarry besuchte in seiner Heimatstadt die High School und spielte dort American Football und Basketball. Scarry studierte an der Waynesburg University. In der Footballmannschaft seines Colleges spielte er als Center und als Linebacker. Nach seinem Studium schloss er sich der US Army an und beendete seine Dienstzeit als Leutnant. Im Jahr 1944 wurde er von den Cleveland Rams verpflichtet. Im Jahr 1945 gelang es den Rams das spätere Mitglied in der Pro Football Hall of Fame Bob Waterfield zu verpflichten. Waterfield spielte als Quarterback und Scarry hatte als Center und Offensive Tackle die Aufgabe Waterfield vor der gegnerischen Defense zu schützen. Mit den Rams gewann Scarry im gleichen Jahr die NFL-Meisterschaft. Die Rams trafen im Endspiel auf die Washington Redskins und konnten diese mit 15:14 besiegen.
1946 wechselte Scarry zu den Cleveland Browns, die in der neu gegründeten AAFC beheimatet waren. Trainer der Mannschaft war Paul Brown, der Scarry in der Offensive Line zum Schutz von Quarterback Otto Graham einsetzte. Darüber hinaus hatte er die Aufgabe Runningback Marion Motley den Weg in die gegnerischen Endzone frei zu blocken. Die Browns waren das dominierende Team in der Liga, Brown gelang es die Mannschaft 1946 in das AAFC Endspiel zu führen. Die Browns konnten das Spiel gegen die New York Yankees mit 14:9 gewinnen. 1947 gewann Scarry mit den Browns seinen dritten Meistertitel. Erneut waren die Yankees der Gegner. Sie mussten sich diesmal mit 14:3 geschlagen geben. Nach der Saison 1947 beendete Scarry seine Spielerlaufbahn.

## Trainer
Unmittelbar nach seiner Spielerlaufbahn wurde Scarry Footballtrainer. Bis 1968 trainierte er verschiedene Collegemannschaften, darunter die Mannschaften der University of Cincinnati und der Santa Clara University. Von 1963 bis 1965 kehrte er an seine alte Alma Mater zurück und übernahm dort auch das Amt des Sportdirektors und des Basketballtrainers. Von 1966 bis 1968 war er Assistenztrainer bei den Washington Redskins, bevor er sich im Jahr 1969 als Scout für die San Francisco 49ers, Dallas Cowboys und die Los Angeles Rams betätigte. Im Jahr 1970 wurde er Assistenztrainer von Don Shula bei den Miami Dolphins. Er war dort für die Betreuung der Defensive Line verantwortlich. Mit den Dolphins gewann er fünfmal die American Football Conference und zweimal den Super Bowl. Die erste AFC-Meisterschaft gewann er im Jahr 1971 durch einen 21:0-Sieg seine Mannschaft gegen die Baltimore Colts (der Super Bowl VI ging gegen die Cowboys mit 24:3 verloren). Im folgenden Jahr standen die Dolphins erneut im AFC-Endspiel und besiegten dort die Pittsburgh Steelers mit 21:17. Den anschließenden Super Bowl VI konnte die Mannschaft von Scarry dann mit 14:7 gegen die Washington Redskins gewinnen. In der nachfolgenden Saison konnten die Dolphins ihren Super-Bowl-Titel verteidigen. Im AFC-Endspiel wurden zunächst die Oakland Raiders mit 27:10 besiegt, danach folgte ein 24:7-Sieg über die Minnesota Vikings im Super Bowl VII.
Im Jahr 1982 gewann Scarry mit einem 14:0-Sieg der Dolphins gegen die New York Jets (Super Bowl XVII ging gegen die Redskins mit 27:17 verloren) seinen vierten Titel und letztendlich 1984 mit einem 45:28-Sieg gegen die Pittsburgh Steelers seinen fünften und letzten Meistertitel. (Niederlage gegen die 49ers mit 38:16 im Super Bowl XIX). Im Jahr 1986 setzte sich Scarry zur Ruhe.

## Tod
Mike Scarry starb mit 92 Jahren in Fort Myers, wo er seit 1994 mit seiner Frau Libby lebte. Scarry hatte vier Söhne und eine Tochter. In Fort Myers fand er auf dem Fort Myers Memorial Gardens seine letzte Ruhestätte.